# Kori de Kutch
El kori  era la moneda de Kutch hasta que fue sustituida en 1947 por la rupia india.

## El estado de Kutch
Kutch era un estado de la India situado al norte del golfo de su nombre. Sus gobernantes consiguieron en 1617 establecer una independencia casi total durante el periodo mughal. A inicios del siglo XIX, los problemas sucesorios y los desórdenes internos llevaron a la intervención británica, que llevó al reinado de sucesión de monarcas más favorables al imperio.

## Historia
Esta evolución de estado se refleja en la evolución de las monedas de Kutch. Las primeras emisiones tuvieron lugar en 1617, reinando Rao Bharmal I (1586-1632). Las monedas emitidas por Desalji II (1819-1860) aparecen dedicadas al emperador Bahadur II hasta 1859, aunque este monarca había sido depuesto por los británicos un año antes, tras el motín. Pragmaji II incluyó en 1862 la mención al soberano británico, con la leyenda Reina Victoria, poderosa reina.
Desde ese momento las monedas mencionaron tanto a los gobernantes kutchi como a los británicos. Khendarji III compartió piezas con Eduardo VII, Jorge V, Eduardo VIII (un raro caso de piezas de circulación emitidas en su nombre) y Jorge VI. Vijayarajji lo hizo también con Jorge VI.
El kori fue reemplazado por la rupia india a razón de una rupia por tres koris y medio. 

## Características y subdivisiones

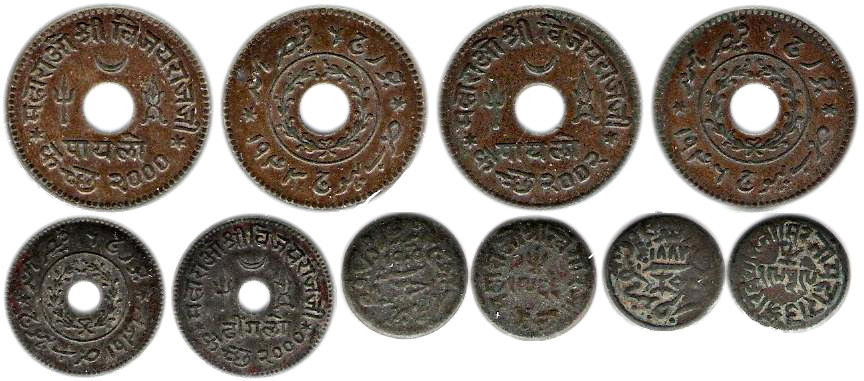
Cinco monedas kutchi: dos adhios, un payalo y dos trambiyos.

El kori se dividía en 24 dokda (singular dokdo ), cada una de las cuales se subdividía en 2 trambiyo. El sistema no empleaba billetes, únicamente se emitieron monedas. Otras monedas de cobre en uso dentro del sistema eran el dhabbu y el dhinglo. Las piezas denominadas en kori (de medio, uno, dos y medio, cinco o diez unidades) se emitían en plata, Se emitieron piezas de oro de 25 (1862-1870), 50 (1866-1874) y 100 kori (1866).
Las monedas llevaban las fecha según la hégira y también según el Vikrama Samvat. En algunos periodos las fechas no son las de emisión (por ejemplo, el 1234 se utilizó durante doce años). Las fechas pueden encontrarse abreviadas, usando sólo dos cifras.
Los caracteres que se usan son persas y devanagari.
La relación entre el kori y las demás piezas del sistema monetarico kutchi era: 1 Kori = 4 Payalo = 8 Dhabu = 16 Dhingla = 24 Dokda = 48 Trambiyo.